# 鎖骨骨折
鎖骨骨折（英語：clavicle fracture 或 broken collarbone），顧名思義就是發生在鎖骨部位的骨折。典型症狀有骨折部位疼痛或患部手臂漸漸失去功能。可能的併發症則有空氣集聚在肺部一帶的胸膜中（即為氣胸）、患部神經或血管受損，以及看起來觀感不佳。
常見的成因為跌倒時摔到肩膀，或是在手臂張開時碰撞到地面，也可能是鎖骨直接受創，嬰兒也可能在出生過程中出現鎖骨骨折，最容易影響到的部位是骨頭的中間部位。典型的確診方式是基於症狀並配合X光片來診斷。
鎖骨骨折典型的治療方式為用三角巾包紮手臂一到兩週，使用止痛藥乙醯胺酚應該可有效止痛；讓骨頭強度恢復到正常狀態，約需長達五週的時間。以下情況需要開刀治療：開放性骨折，神經或血管受傷，患者年紀尚輕而鎖骨長度減少1.5 公分以上。
鎖骨骨折常見發生在 25 歲以下或 70 歲以上的成人，年輕族群之中，男性患者的比例大於女性，在所有骨折中，鎖骨骨折的成人患者約佔了 5%，而兒童患者大約佔了 13%。

## 外部連結
- Details from AAOS （页面存档备份，存于）